# Ministeria
A Ministeria a Filasterea Ministeriida kládjának nemzetsége, a Ministeriidae egyetlen nemzetsége.

## Történet
Patterson et al. fedezték fel első faját, a Ministeria marisolát, 1997-ben Tong fedezte fel második faját, a Ministeria vibranst.
Egy 2003-as és egy 2006-os tanulmány szerint monofiletikus csoportnak bizonyult.
2008-ban hozta létre Thomas Cavalier-Smith a Ministeriidae családot, melynek egyetlen nemzetsége.

## Morfológia
Szimmetrikus tapogatókarjai vannak vesztigiális ostorral (M. vibrans) vagy ostor nélkül (M. marisola). Trofikus állapota nem mozog, hanem szubsztráthoz rögzített. Filopódiumain filodigitumok vannak, rajtuk párhuzamos mikroszálak. Ezek a galléros ostorosok mikrovillusai homológjai.
A Ministeria vibrans L27 törzse nem tönkkel rendelkezik, hanem előre álló ostorral, mely a szubsztrát sejtjeihez kapcsolódik.

## Életmód
Szabadon élő tengeri bakterivor fajai vannak, melyek tönkkel rögzülnek a szubsztráthoz.

## Életciklus
Nem ismert cisztaállapota.

## Genetika
Src és Csk nem receptor-tirozin-kináza van. Két Src-családbeli kinázuk, az Src1 és az Src2 enzimatikusan aktív, az emlőssejt-fehérjékkel szemben kevéssé aktív, az Src2 jelentős Ser/Thr-kináz-aktivitást is mutat. A Csk-homológ enzimatikusan inaktív, nem represszálja az Src-aktivitást. Ennek oka az SH2-kináz-felület szekvenciái, és ezen inaktivitás az állatok és a galléros ostorosok különválásakor megjelenő aktivitás elméletének megfelelő. Több állati tirozinkinázuk mellett az állatokban meg nem található tirozinkinázai is vannak.
A MAGUK fehérjecsalád feltehetően a Filasterea és a Choanozoa különválása előtt vált sokszínűvé: az állatok egysejtű ősében már jelen volt a MAGI, a DLG és az MPP őse, és két fő szakaszban jelenhettek meg új ősgének.
IV-es típusú kollagénje a többi élő homológhoz hasonlóan C4–C4 páros elrendezésben található, bár nincs alapmembránja vagy ECM-e, és több Gly-X-Y-ismétlődés jellemzi.
A Ministeria vibrans mtDNS-e 55 918 bp hosszú, 80%-a kódoló, 24 tRNS-t, 2 rRNS-t (18S és 28S rRNS-t) és 24 fehérjét kódol, ebből 14 az elektrontranszportlánc, 10 riboszómák része.
Legalább 2 KLF-fehérjéje van transzkriptom-összeállítási eredmények alapján.
Nem ismert mikro-RNS-e vagy a miRNS-előállításban szereplő fehérjéje.

## Jelentőség
Ökológiai befolyása csekély, filogenetikailag azonban fontos, mivel a Filasterea, melynek tagja, az állatok egyik közeli rokon kládja.

## Fordítás
Ez a szócikk részben vagy egészben  a   Ministeria című angol Wikipédia-szócikk ezen változatának fordításán alapul.  Az eredeti cikk szerkesztőit annak laptörténete sorolja fel. Ez a jelzés csupán a megfogalmazás eredetét és a szerzői jogokat jelzi, nem szolgál a cikkben szereplő információk forrásmegjelöléseként.